# Georges Arnulf
Pour les articles homonymes, voir Arnulf.
Georges Gaston Arnulf est un peintre et graveur français né à Monte-Carlo (Monaco) le 23 mars 1921 et mort le 19 novembre 1996 au Thillay.

## Biographie
Georges Arnulf est originaire d'une ancienne famille niçoise. Il est le neveu de Gaston Arnulf, ancien conseiller général, et le fils d'un ancien hôtelier niçois. Il fait toutes ses études au lycée de Monaco et au lycée de Nice.
Après avoir suivi les cours de dessin et de décoration à l'École nationale des arts décoratifs de Nice, où il est l'élève de Jules Henri Lengrand, il est reçu en 1946 à l'École nationale supérieure des beaux-arts de Paris, présenté par Pierre-Henri Ducos de La Haille le 30 octobre 1947, il y fréquente les ateliers de fresque et de gravure. Il entre chez le taille-doucier Robert Cami où il continue son apprentissage du burin, de l'eau-forte, de la manière noire.
Il obtient en 1950 le premier grand prix de Rome de gravure en taille douce et il est missionné pour  réaliser l'étiquette de la bouteille du Château Mouton Rothschild 1950.
Pensionnaire à la villa Médicis à Rome pendant trois ans et demi, il voyage et grave au burin l'illustration d'une édition de luxe des sonnets de Shakespeare traduits en français par François-Victor Hugo, préfacé par André Maurois (éditions Henri Javal, 1954).
Revenu à Paris en 1955, il réalise la mise en page et l'illustration au burin et à l'aquatinte d'un livre de poèmes de Philippe de Rothschild, Éclos à l'aube.
En 1956 il part pour le Liban comme conseiller artistique et technique de l'Imprimerie catholique de Beyrouth, au cours de cette période il effectue différents séjours en Égypte et en Asie mineure.
En 1957, il signe un contrat comme conseiller artistique attaché au service des publications du ministère de la Culture en Colombie.
Il est chargé par ailleurs de la conception et de la réalisation de 20 vitraux destinés à l'église coloniale San Francisco de Bogota, qu'il mène à bien selon la technique traditionnelle avec l'aide d'un maître-verrier.
Il exécute aussi les fresques de l'hôtel Tonchalà à Cucuta et dirige la restauration de 200 tableaux appartenant aux diverses églises de l'époque coloniale colombienne.
Il devient par la suite directeur artistique des éditions de la compagnie Seguros Colombia et de la banque Banco de construccion y desarrollo à Bogota.
Attiré par l'immensité et la diversité des paysages colombiens, il visite les Llanos, l'Amazonie et les régions les plus reculées du Magdalena et du Huila : San Augustin et Tierradentro, vastes zones archéologiques, d'où il rapporte de nombreux croquis de sculptures monumentales et de fresques des nécropoles, qui viennent compléter ceux pris au musée national et au musée de l'Or de Bogota.
Ce long travail est à l'origine de la collection des Estampes précolombiennes, à laquelle il se consacre dès son retour en France en 1966, et dont le premier volume paru en avril 1967 est présenté à la galerie-librairie de Gérard Mourgue à Paris. La même année, pour se détendre du travail minutieux de la gravure, il réalise une fresque dans le patio de la villa Joya d'Alexandre Reza à Saint-Jean-Cap-Ferrat.
Il est alors nommé professeur de dessin à l'École nationale d'art décoratifs de Nice où il reste jusqu'en 1968, puis il obtient un poste — chargé de cours « Formes et graphismes » — à la faculté de Vincennes en 1969.
Il fait transporter sa presse, achetée avant son départ pour la villa Médicis et rangée chez ses parents, dans l'atelier de sa nouvelle maison au Thillay. Atteint de la maladie de la moelle osseuse, il est hospitalisé durant des mois. En réaction à la souffrance et à l'immobilité, il dessine alors quantité de croquis à la pointe Bic qui seront autant d'études pour ses futures gravures.
Les plus grands spécialistes le condamnent à très court terme, mais il guérit et reprend ses activités. Il se spécialise alors dans la réalisation de décorations murales en cuivres gravés de 10 à 20 m2 installées dans plusieurs facultés et lycées au Havre, Poitiers, Niort, Granville, ainsi qu'un monumental mobile en cuivre découpé et gravé, installé au-dessus de l'amphithéâtre du CES André Malraux à Louvres.
Dès lors, il est assisté dans ces réalisations et le tirage de ses gravures par son fils Jorge Louis Arnulf qui est son apprenti et deviendra son taille-doucier exclusif. Dans le cadre de cet atelier familial, avec sa femme Mercedes conceptrice de bijoux en bronze, son œuvre gravé prend une nouvelle vigueur et les quinze années suivantes sont ses plus productives.

## Œuvres dans l'espace public
- 1959 : peinture murale, hôtel Tonchalà à Cucuta, Colombie.
- 1960 à 1962 : 20 vitraux, église San Francisco de Bogota.
- 1966 : peinture murale, hôtel Cutucumay d'Ibagué, Colombie.
- 1967 : peinture murale de 60 m2, villa Joya, Saint-Jean-Cap-Ferrat.
- 1970 : peinture murale de 56 m2, CEG de Saint-Étienne-de-Tinnée.
- 1971 : estampes d'art précolombien en sérigraphie, Primitive Art Gallery New-York.
- 1974 : décoration murale en cuivre gravé, CES Leo Lagrange, architecte Paul Vimond, Le Havre.
- 1976 : décoration murale en cuivre gravé, ENP Saint-Aubin-Le-Cloud.
- 1977 : décoration murale en cuivre gravé, CET hôtelier, architecte Paul Vimond, Granville.
- 1986 : L'oiseau de feu, sculpture en PVC coloré, hôpital de Gonesse.
- Musée de l'Or de Bogota : Estampes précolombiennes.
- Centre de la gravure et de l'image imprimée[8] de la Fédération Wallonie-Bruxelles, Belgique : estampes.

## Illustration
- 1952 : Sonnets de Shakespeare traduits en français par François-Victor Hugo, préface d'André Maurois

21 bois et cuivres superposés, 60 lettrines ornées sur bois en 2 couleurs, Éditions Henri Javal, Paris, 1954.
- 1953 : Éclos à l'aube, poèmes de Philippe de Rothchild[9], burins et aquatintes, Éditions Henri Javal, Paris, 1954.
- 1959 : Trophées de José Maria de Hérédia - 200 hors textes - Bibliothèque de la présidence de la République de Colombie.
- 1963 : Histoire du costume en Colombie - 60 sérigraphies originales - Éditions Sol y Luna[10]
- Estampes précolombiennes, dessins mis en couleurs et sérigraphiés par Georges Arnulf, d'après des pièces d'orfèvrerie précolombiennes trouvées lors des fouilles réalisées dans différentes régions de Colombie et conservées au musée de l'or de Bogota[11].
- 1964 : Bogota, Édition de l'auteur, Art précolombien, Tome 1, 20 Sérigraphies sur l'orfèvrerie, Art Tolima Calima.
- 1965 : Bogota, Édition de l'auteur, Art précolombien, Tome 2, 20 Sérigraphies sur l'orfèvrerie, Art Muisca.
- 1966 : Bogota, Édition de l'auteur, Art précolombien, Tome 3, 20 Sérigraphies sur la Sculpture monumentale de San Augustin.
- 1967 : Paris, Édition de l'auteur, Art précolombien, Tome 1, 20 Sérigraphies sur l'orfèvrerie, Art Tolima Calima et Quimbaya - préface de Max-Pol Fouchet.
- 1970 : Paris, Édition de l'auteur, Art précolombien, Tome 2, 20 Sérigraphies sur l'orfèvrerie, Art Muisca et Sinu.
- 1975 : Paris, Édition de l'auteur, Art précolombien, Tome 3, 20 Sérigraphies sur la Sculpture monumentale de San Augustin.
- 1976 : illustrations Meyrink, Éditions CAL, Paris.
- Sérigraphies sur les manuscrits mexicains, Codex peresianus, Bibliothèque nationale de France, Paris.

## Expositions
- 1953 : Rome, Naples, Milan, Turin, Venise…
- 1954 : Paris, Salon des indépendants.
- 1955 : Paris, Exposition du Trait, galerie Bernheim.
- 1956 : Paris, Salon d'automne.
- 1960 : Bogota, Salon annuel de Bogota.
- 1965 : Bogota, galerie Tercer Mundo.
- 1967 : Paris, galerie-librairie Gérard Mourgue.
- 1970 : Paris, galerie La Feuillade.
- 1972 : Paris, Exposition du Trait.
- 1973 :
  - Paris, galerie Claude Jory.
  - Paris, galerie d'art d'Orly Sud.
  - Tours, exposition Tours vous accueille.
  - Perpignan, galerie Thérèse Roussel.
  - Paris, Metz, Strasbourg, Expositions du Trait.
  - Paris, galerie La gravure Originale.
  - 1974 :
  - Paris, galerie Orly Ouest.
  - Nimes, La Galerie.
- 1975 : Paris, galerie La Carterie.
- 1976 :
  - Paris, Strasbourg, Biarritz, Expositions du Trait.
  - Paris, Bibliothèque nationale de France, exposition des peintres-graveurs.
  - Bayeux, musée de la ville.
  - Paris, galerie d'art d'Orly Sud.
  - Toulon, Draguignan, Salon international d'art.
- 1994 : Paris, galerie Eolia
- 1998 : Hommage à Georges Arnulf, siège de la fondation Taylor[12].

## Distinctions
- 1950 : premier grand prix de Rome de gravure en taille douce.
- 1969 : médaille d'argent de la Ville de Paris.

## Élèves
- Cyril de La Patellière
- Francis Delivré, sculpteur, graphiste, peintre.